# Gradation
Gradation (av lat. gradatio, stegring, av gradus, steg), indelning i grader, ordnande efter förtjänst, uppskattning, värdering.
Inom logiken betyder gradation ett uppstigande från lägre förnimmelser (känslor och föreställningar) till högre (begrepp) eller nedstigande från högre till lägre.
I stilistisk mening är gradation en förbindelse av antiteser, så ordnad, att lederna bildar en fortlöpande rad, en stegring, varför man även benämner den klimax. En ofta förekommande typ är den, som uttrycks med adjektivens jämförelsegrader:
Stiernhielm, stor som forskare, större som skald, störst som själ
Med antiklimax menar man en negativ stegring:
Liten i sig själv, föreföll A. ännu mindre vid sidan av sin far och allra minst bredvid sin son
Ofta äger ett motsatsförhållande rum mellan kvalitet och kvantitet hos lederna, till exempel i "många äro kallade, men få äro utvalda". En komisk verkan nås genom att i stället för det led, som skall innehålla kulmen, sätta en lägre grad än närmast föregående; sker detta ofrivilligt, förfelas i grund all effekt (stundom har detta kallats "västgötaklimax"). Gradation ligger stundom till grund för byggnaden av berättelser, särskilt ofta är detta fallet i folksagor.